# Altes Gefängnis (Künzelsau)
Das Alte Gefängnis in der Gasse An der Stadtmauer in Künzelsau ist das ehemalige Kriminal-Gefängnis des ehemaligen Oberamtsbezirks Künzelsau.

## Gebäude
Das Bauwerk wurde in den Jahren 1825 bis 1828 an der westlichen Stadtmauer des Städtchens errichtet. Der dreigeschossige Bau ist teilweise massiv gebaut, teilweise in Fachwerkkonstruktion.

## Geschichte
Zwischen 1828 und 1833 waren 11 Gefangene in dem Gefängnis; das Gebäude fasste bis zu 23 Gefangene. Im Jahr 1856 wurde für 5383 Gulden ein weiteres Stockwerk aufgesetzt.
Das Gebäude stand lange leer. Seit 2018 wurde es als Wohngebäude ausgebaut. Es soll vor allem Wohnraum für Studenten bieten.